# Yund al-Urdunn
El Yund de al-Urdunn o región militar de Jordania fue una de las cinco regiones militares en las que se dividía el Levante durante el periodo califal. Se instauró durante el Califato ortodoxo y tuvo por capital Tiberíades durante los períodos omeya y abasí. Abarcaba el sur de la Cordillera del Líbano, Galilea, el sur de Haurán, los Altos del Golán y gran parte del este del valle del Jordán (especialmente la zona norte).
Las principales ciudades además de Tiberíades eran Beit She'an, Acre, Cadasa, Tiro, Pela y Gerasa, y a veces, Naplusa. Durante el Califato fatimí, las principales ciudades fueron Acre, Tiberíades, Beit She'an, Jadur, Capitólias (Bete-Ras), Fiq, Tiro, Lajjun, Farradia, Kabul y Séforis. No incluía Amán o la porción meridional de la Jordania moderna y era colindante por el sur con el Yund Filastin (región militar de Palestina).